# ロタ法廷
ロタ法廷（ロタほうてい、ロタ法院、教皇庁裁判所、英語:Roman Rota）とは、クレメンス5世・ヨハネス22世の在位期間である14世紀前半に確立された、教皇庁の最終審決院である。「ロタ」とは、審決員が円卓(rota)に座して討議するところから名づけられたと言われている。

## 歴史
12世紀に入ると、ローマ教皇は枢機卿に法的争訟などの問題を委任するようになる。ただし、決定権は教皇自身が留保する場合や枢機卿に委任することなど、決定権の所在はまちまちであった。さらに訴えが増えると、宮廷内礼拝堂付助祭にあまり重要でない事件を任せ始め、取り扱う事件の数も12世紀には枢機卿の方が多かったのが13世紀半ばには逆転する。なお、宮廷内礼拝堂付助祭が聖職禄をめぐる事件を取り扱っていた。
13世紀には、法的問題を取り扱う機関の制度化が進んだ。もともと、訴えがあった場合には事件聴聞官がその審理を行い、教皇が判断を下すという形で問題を処理していたが、聖庁一般聴聞官という役職を設け、これに決定権も付与された。他の裁判官職務を執り行う、例えば異議申立文書聴聞官や教皇庁内事件聴聞官などの教皇庁吏員と区別され、教皇庁裁判機関の分化が進む。さらに、聴聞官が継続的に特定の書記と組んで職務を行うことで加速した。聴聞官が実質的に決定権を持つようになってからも、教皇へ判決の内容を報告して認証を得るという形が残っていた。しかし、13世紀末にはそのような報告は史料で言及されていない。14世紀半ばになると、教皇が事件を委任するのではなく、他の教皇庁吏員がそれを行うようになった。
裁判所の制度としては、14世紀に聖庁聴聞所における三審制が原則として認められた。また、判断をする際に、従来は慣例として法学者に助言を求めていたのが、同僚である他の聴聞官に求め、意見が異なる場合には話し合いを行うようになる。この助言・話し合いは定期的に同じ場所で開かれた。アヴィニョン教皇庁時代に車輪(ロタ)の模様のある床の部屋で合議が行われたことが、ロタという名前の由来とされる。アヴィニョン時代に行われたこととして、教皇が聴聞所に関する法規定を定めたことが挙げられる。1331年にヨハネス22世はラツィオー・ユーリスによって、初期の手数料に合った不都合を取り除くことを試みた。聴聞所における手続きに関する規定では、それまでの慣例である教皇庁スタイルを公的に認め、14・15世紀に発布された教皇令と同様にロタの教会中央裁判所としての存続を堅固にし、確保した。

## 構成

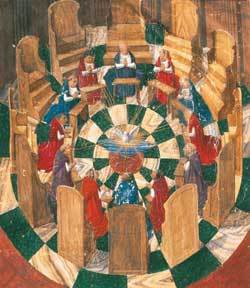
討論の様子を記した絵。

審決官（聖院審決官）は教皇直属の役職である。10名から13名で構成され、会同を催して審決し、特に首長をもたない。アヴィニョン期においてのべ154名（もしくは141名）を特定でき、いずれも高度な法学上の経歴をもつ。カトリック世界全体から持ち込まれる多様な案件に対応する必要から、多様な地域から選ばれた。ギユマンによると、イングランド出身者10名、ドイツ（帝国内）5名、スペインから2名、イタリア人35名、フランス人88名が就いたとされる。法学の系統についても同様に多様で、フランス人の多くはトゥールーズ、モンペリエなどの南フランスの法学系統に属するが、ほかにイタリア・ドイツ・北フランスなど、別系統の法学出身者も含まれる。また、ロタ審決官は本来の職務のほかに外交上の任務で重要な交渉に赴くなど、地位が高かった。のちに司教に転じたり枢機卿に昇任したりした者も多く、法学出身者の昇進ルートとして開かれていたと言える。また、審決官のもとに、一人当たり数名程度の公文書士（notarius publiusのこと。公的職務を担当するにあたって、文書の法的整合性を管理・保証しうる職能。アヴィニョン朝時代に急速に整えられた制度で、特別な待遇と評価を受けたとみられる。法学関係の大学修了者を主体としている）がおり、調査と文書作成にあたっていた。
なお、教皇直属とはいえ、審決の方法は法学上の合理主義に基づく。紛争案件の事実確定と適用、カノン法条文の解釈、おこりうる異議の検討と反駁など、中世カノン法学の伝統をよく伝えている。形式主義といっていいほどの合理性と伝統性が特徴である。

## 手続について
訴訟の手続きでは、まず訴訟の対象が区別され、次に一般訴訟法の準則、ロタの特別の手続慣行、教皇庁スタイルが対置される。ロタ裁判所では世俗事件と聖職禄事件が扱われた。世俗事件では原則として通常訴訟手続きの準則に従い、聖職禄事件では略式手続に従って手続きが進められた。

### 通常民事手続
キリスト教世界にある各裁判所は、通常手続に従って進めた場合に一般原則とは異なる実務慣行をもっており、ロタ裁判所においてもそれは同様である。
訴訟はまず被告の召喚から始まる。両当事者が裁判での決着に同意しない場合や自発的に出頭しなかった場合は裁判所による召喚の指示がある。原告は裁判官に口頭で要求を申立、予め訴状を被告に届ける。召喚があった場合は同時に訴状の写しが被告に届く。召喚の期限は祭日・休廷日、距離などを考慮して、原告・被告双方ともに不利益を被らないように、裁判官の裁量によって決定される。延長は1回まで当然に認められ、複数回におよぶ場合は要件を満たす必要がある。両当事者は事件について口頭で態度を表明し、決着がつかなければ被告が抗弁を行うことになる。その抗弁に対して原告は再抗弁が可能であり、さらに被告による再々抗弁も提出できた。これらの抗弁に対して裁判官は中間判決として決定を下し、当事者は納得しない場合に上訴することができる。被告が裁判官の召喚に従わず、懈怠または不服従となった場合、争点を決定して手続きを進めることができないため、原告による財産の仮差押、罰金などの手段、教会裁判官による破門といった手段で間接的な圧力をかけた。　
争点の決定はこのために定められた期日に、両当事者の型通りの応答によって行われる。そして日を改めて、訴訟遅延の目的だけで延期・猶予の申請をしないという内容を含む宣誓をする。次に、原告による措問がある。原告は訴えの請求を主張し、それぞれの項目について被告は自白・否認・不知の態度を取り、被告の自白がないものについては証明を必要とし、これが争点項目となる。
証拠については尋問を基本とし、そのための期日が別に設けられる。そして、裁判所による証人の尋問となる。尋問が終了すると、両当事者はこの陳述を吟味することができる。被告は証人の適格性についても抗弁を行える。続いて原告が再抗弁を行い、被告はその異議の証明のため、反対証人を用意することが可能で、原告はこれを証人によってもう1度だけ無力化できた。このように、証人による証拠調べには日数を要するが、証書によるものであればこれよりも短期間で済んだ。
証明手続きが終了すると、両当事者の弁護人による最終弁論が始まる。証明の結果が抗弁を支持することを主張し、それを適当な法を提示することによって基礎づける。判決宣告の前に、両当事者がそれ以上の訴訟行為を放棄して弁論を終結するという形式的な期日が設けられた。判決宣告日には両当事者が召喚されている必要がある。

### 略式手続
通常手続と同様に、被告の召喚、該当する訴訟宣誓の遂行、措問項目・争点の提示、証明手続き、文書形式の判決を要する。
訴えは形式を整えた訴状に代わり、文書で出され、または訴訟記録に記された。争点決定、弁論終結の宣誓、両当事者が裁判所に揃っての判決は不要とされる。

### 教皇庁スタイル(ロタ裁判所)
大別して、①期日、猶予期間、②合議制・助言、の2つの特徴がみられる。①に関して、一つの訴訟事件は複数の期日に分けられ、そのことによって同じ日に複数の手続きを進めることができた。また、各開廷日の間で経過すべき期間を定め、さらなる迅速化を図った。②に関して、聴聞官は助言を必要とする判決に関して、裁判記録の状態と判決にとって重要な観点を提示する必要があった。同僚聴聞官は助言を文書にして提出するために12日の時間が認められた。なお、助言は判決まで秘密でなければならない。助言を必要とする判決として、ラツィオー・ユーリスでは終曲判決の前だけでなくあらゆる中間判決の前でも得るべきだとされていたが、実務で忠実に実行されることはなかったとされる。法的関係が明白で聴聞官がそれに疑いを持たない場合、助言は不必要で、両当事者に疑問点があったとしても聴聞官が吟味して疑念をもたなければ同様であった。ただし、教皇令の文言を遵守する意思を示すために、聴聞官間の決め事として、終曲判決には「われらが同僚聴聞官の助言と同意を得て」といった決まり文句を挿入した。